# Якушевская (Верховажский район)
Якушевская — покинутая деревня в Верховажском районе Вологодской области.
Входит в состав Нижне-Важского сельского поселения (до 2015 года входила в Наумовское сельское поселение), с точки зрения административно-территориального деления — в Наумовский сельсовет.
Расстояние по автодороге до районного центра Верховажья — 5,5 км, до центра муниципального образования Наумихи — 4,4 км. Ближайшие населённые пункты — Верхнее Макарово, Абакумовская, Ручьевская, Елезовская, Ексинское, Сомицыно, Игумново, Андреевская, Балановская.
По данным переписи в 2002 году постоянного населения не было.